# Phase de désespérance
 (octobre 2015).
Si vous disposez d'ouvrages ou d'articles de référence ou si vous connaissez des sites web de qualité traitant du thème abordé ici, merci de compléter l'article en donnant les références utiles à sa vérifiabilité et en les liant à la section « Notes et références ».
Phase de désespérance a deux significations:
- Dans les traités d’obstétrique de la fin du XIXe siècle et du début du XXe siècle , elle désignait la période commençant  à dilatation complète jusqu'à la naissance du bébé ou phase d'expulsion. Cette période durait parfois jusqu'à 3 heures.

- Par les femmes du Québec,  est une étape de l’accouchement durant laquelle est constatée une augmentation d’adrénaline et un moment de panique intense chez la parturiente dans les minutes qui précèdent la phase d’expulsion.

Cet article traite uniquement de la deuxième signification 

## Modification hormonale
Durant la phase de dilatation, l’ocytocine permet les contractions utérines. L’adrénaline, hormone antagoniste à l’ocytocine, doit être à un niveau très bas. Dans les conditions physiologiques optimales, il y a une libération
explosive de catécholamines (adrénaline) durant les dernières contractions. Ce pic d’adrénaline a lieu lorsque l’ouverture du col de l’utérus est d’environ 8 cm.  
Ce phénomène présente un avantage en termes d’évolution. En effet, une fois le point de non retour franchi, il est intéressant de pouvoir donner naissance aussi rapidement que possible en cas de menace. Ce pic d'adrénaline permettrait en outre à la femme d'être mise en état d'extrême vigilance juste avant la naissance afin qu'elle puisse s'enfuir rapidement après la naissance de son petit, et ce afin d'échapper à d'éventuels prédateurs. Le pic d'adrénaline viendrait donc la sortir de la demi-conscience jusque-là induite par l'ocytocine afin d'être en hyper vigilance durant cette fin de travail.

## Effets sur la parturiente
Durant les quelques instants que dure cette phase de désespérance, la parturiente qui jusque-là gérait très bien la douleur et la progression de l'accouchement, éprouve des émotions intenses et négatives, une certaine confusion ou des accès de doute. Il peut s'agir d'une panique, une envie irrationnelle de s’enfuir ou un désespoir soudain. Certaines connaitraient même des angoisses de mort devant l'intensité de cette dernière phase du travail. 
La parturiente peut alors tenir des propos de type « je n’y arriverai pas », « on arrête tout, je rentre chez moi », « tuez-moi qu’on en finisse » ou « je vais mourir ».’
Cette courte phase est immédiatement suivie par un regain d’énergie et de puissance chez la future mère. Les  contractions sont décuplées et aboutissent à l’expulsion du bébé dans les minutes qui suivent.

## Accompagnement de la phase de désespérance
La phase de désespérance n’est pas reconnue par la médecine conventionnelle, ce qui a pour conséquence que la seule réponse que le corps médical offre à la parturiente est généralement une péridurale qui s’avère inefficace étant donné la naissance imminente du bébé
Il est également inutile de tenter de raisonner la parturiente durant cette phase. Il est surtout nécessaire pour les personnes accompagnant la future mère de rester calme et de considérer cette phase comme une bonne nouvelle annonciatrice de l’imminence de la naissance.